# Bedford CF
Bedford CF — малотоннажный грузовой автомобиль, впервые представленный в 1969 году.

## CF
Выпуск автомобилей Bedford CF начался в ноябре 1969 года. Автомобили оснащались четырёхцилиндровыми бензиновыми двигателями объёмом от 1,6 до 2,3 л или же четырёхцилиндровыми дизельными двигателями объёмом от 1,8 до 2,5 л. На рынках Австралии Bedford CF продавался с шестицилиндровым дизельным двигателем объёмом от 2,9 до 3,3 л. Двигатели сочетались в паре с трёхступенчатой механической, четырёхступенчатой механической, пятиступенчатой механической или же с трёхступенчатой автоматической трансмиссией.

## CF1
Bedford CF1, представленный в 1980 году, являлся рестайлинговой версией Bedford CF. Он оснащался 2,3-литровым дизельным двигателем Opel 23D мощностью 45,5 кВт (61 л. с.), либо же бензиновыми двигателями объёмом от 1,8 до 2,3 л. В Германии автомобиль назывался Bedford Blitz и оснащался 2,0-литровым дизельным двигателем мощностью 44 кВт (59 л. с.).

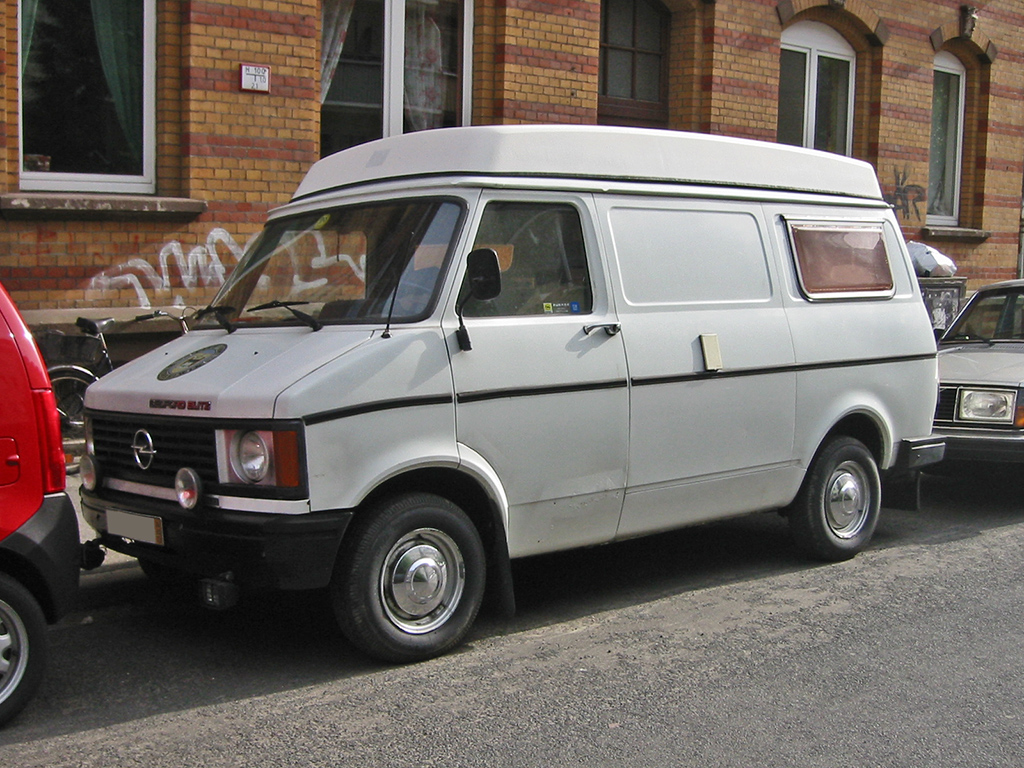
Opel Bedford Blitz
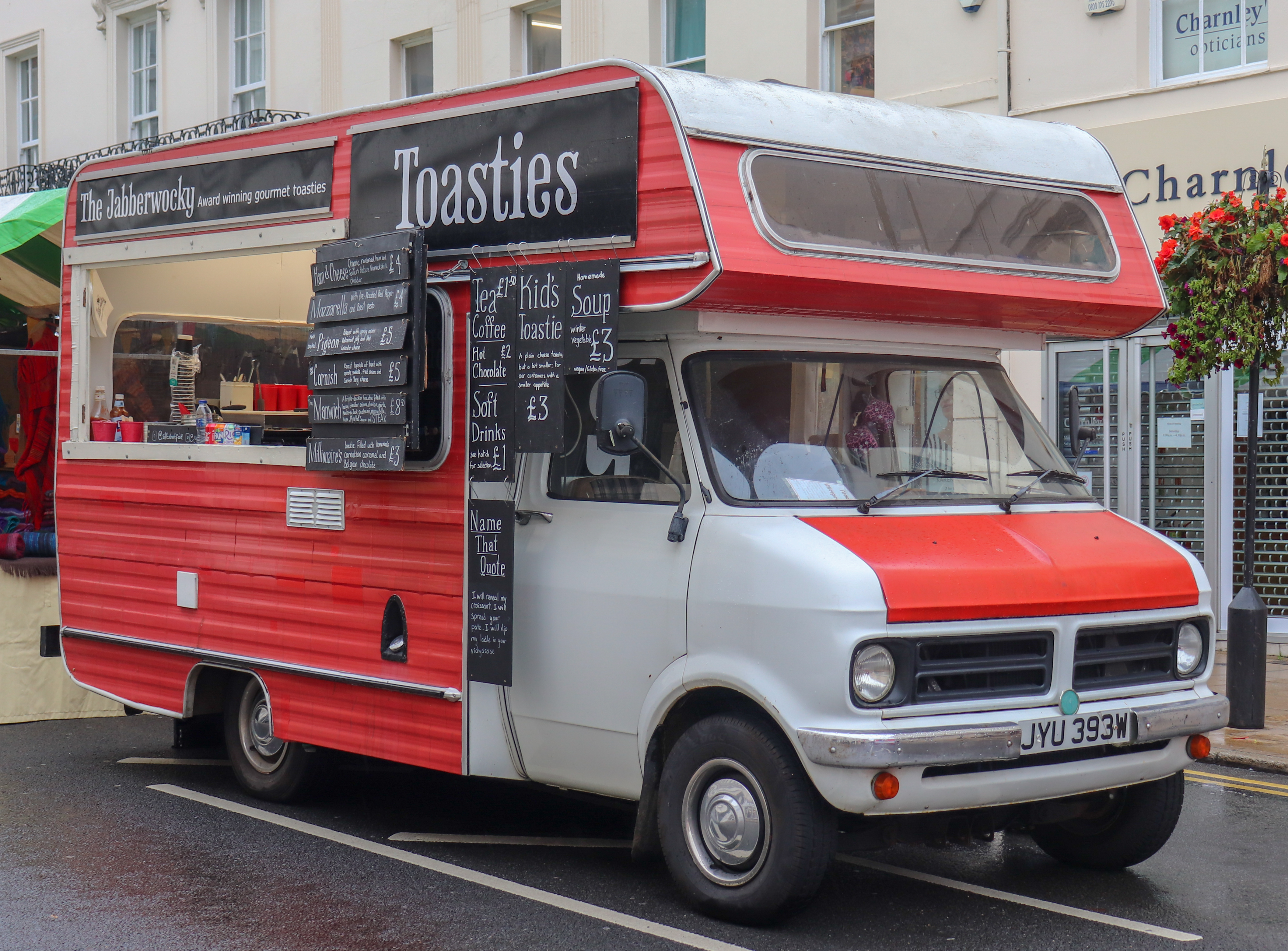
Фудтрак

## CF2
В 1984 году CF был переименован в CF2. В моторной гамме появился 2,0-литровый дизельный двигатель мощностью 58 кВт (78 л. с.). До 1987 года продажи Bedford CF осуществлялись в Великобритании.

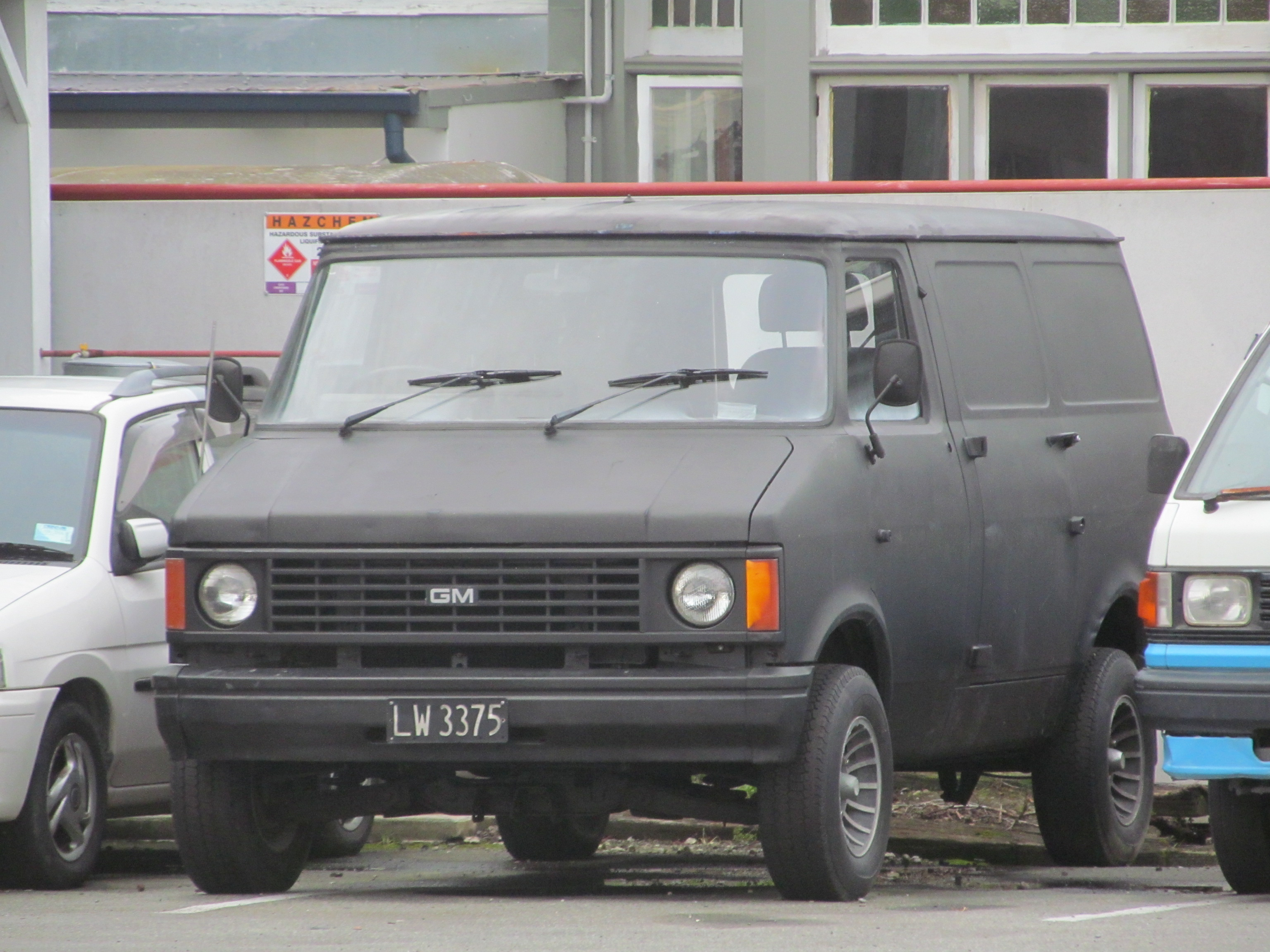
1984 Bedford CF250
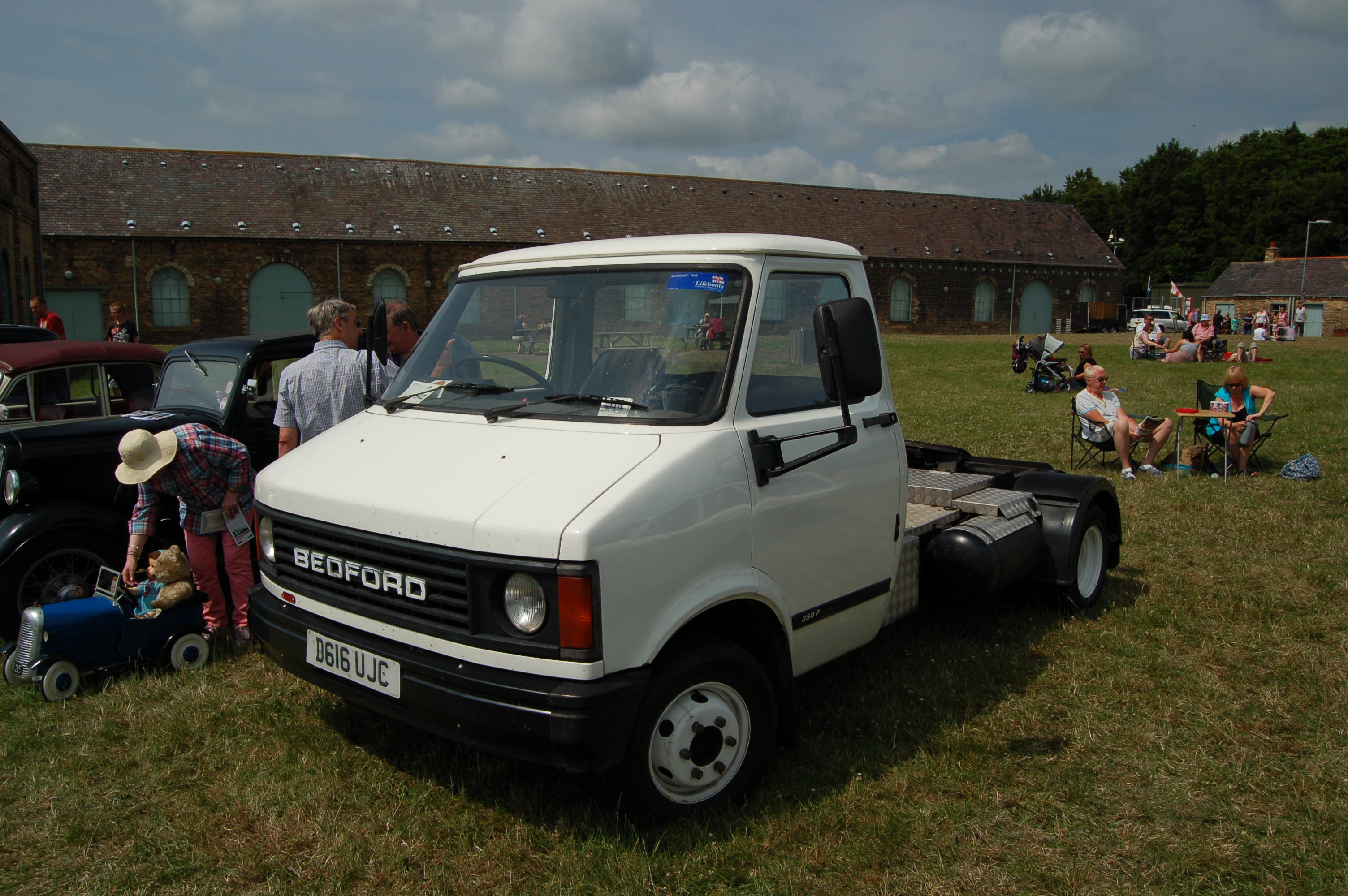
Седельный тягач

## CF Electric

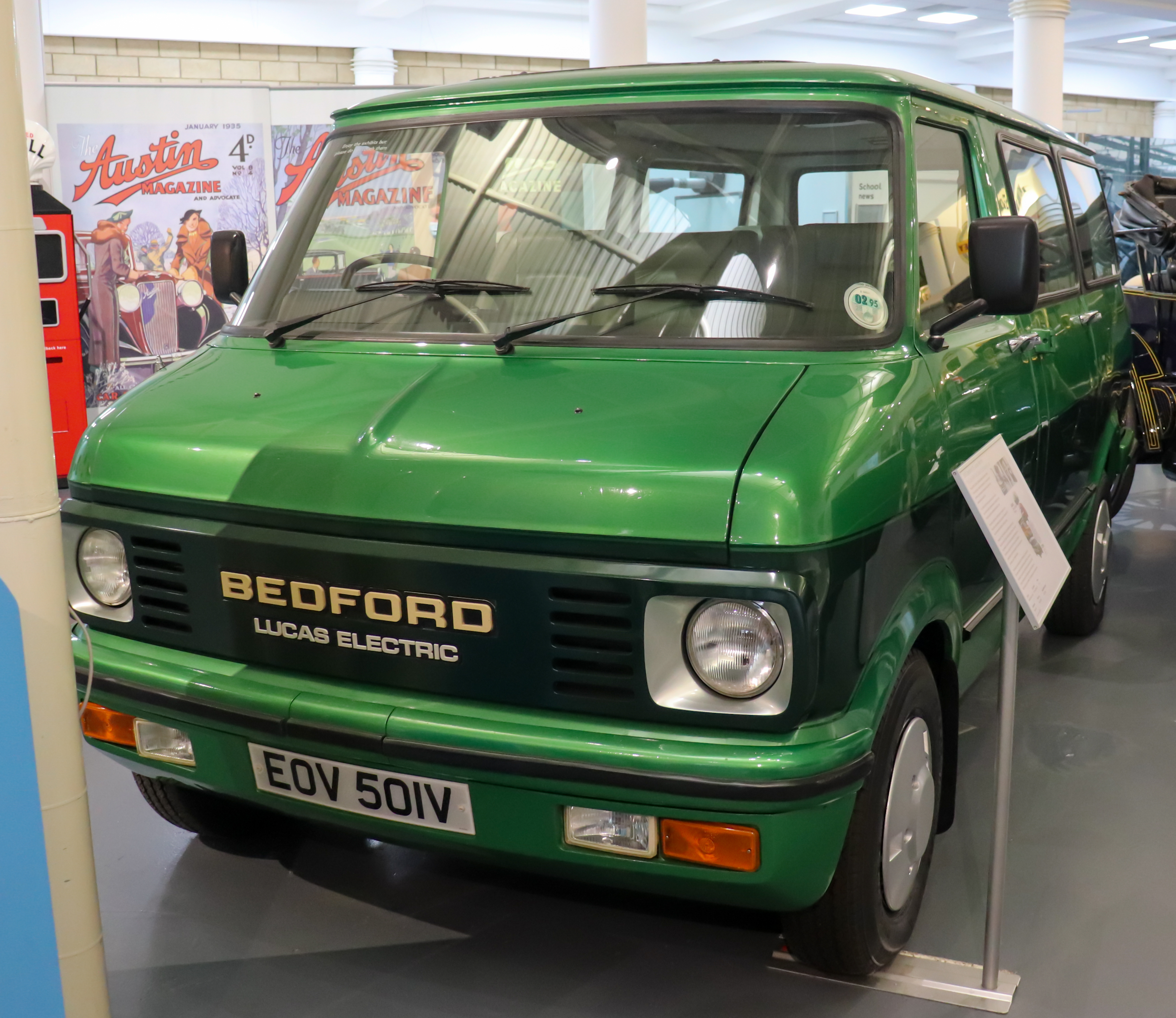
Bedford CF2 с эмблемой Lucas Industries в Британском автомобильном музее (2021)

CF Electric, представленный в 1982 году, являлся электромобилем на базе Bedford CF. В США автомобиль назывался GMC Griffon.

## Галерея

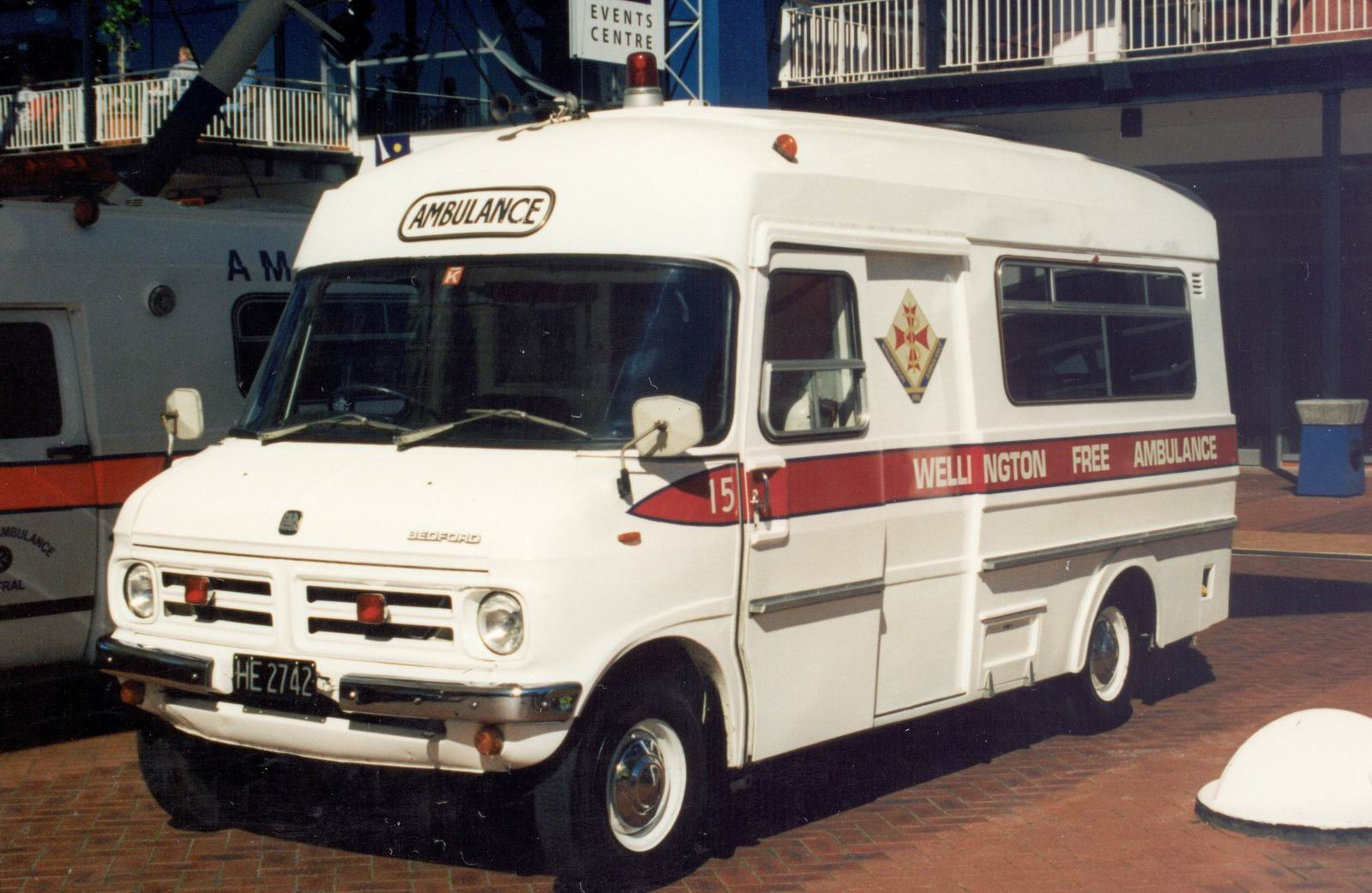
Автомобиль скорой помощи
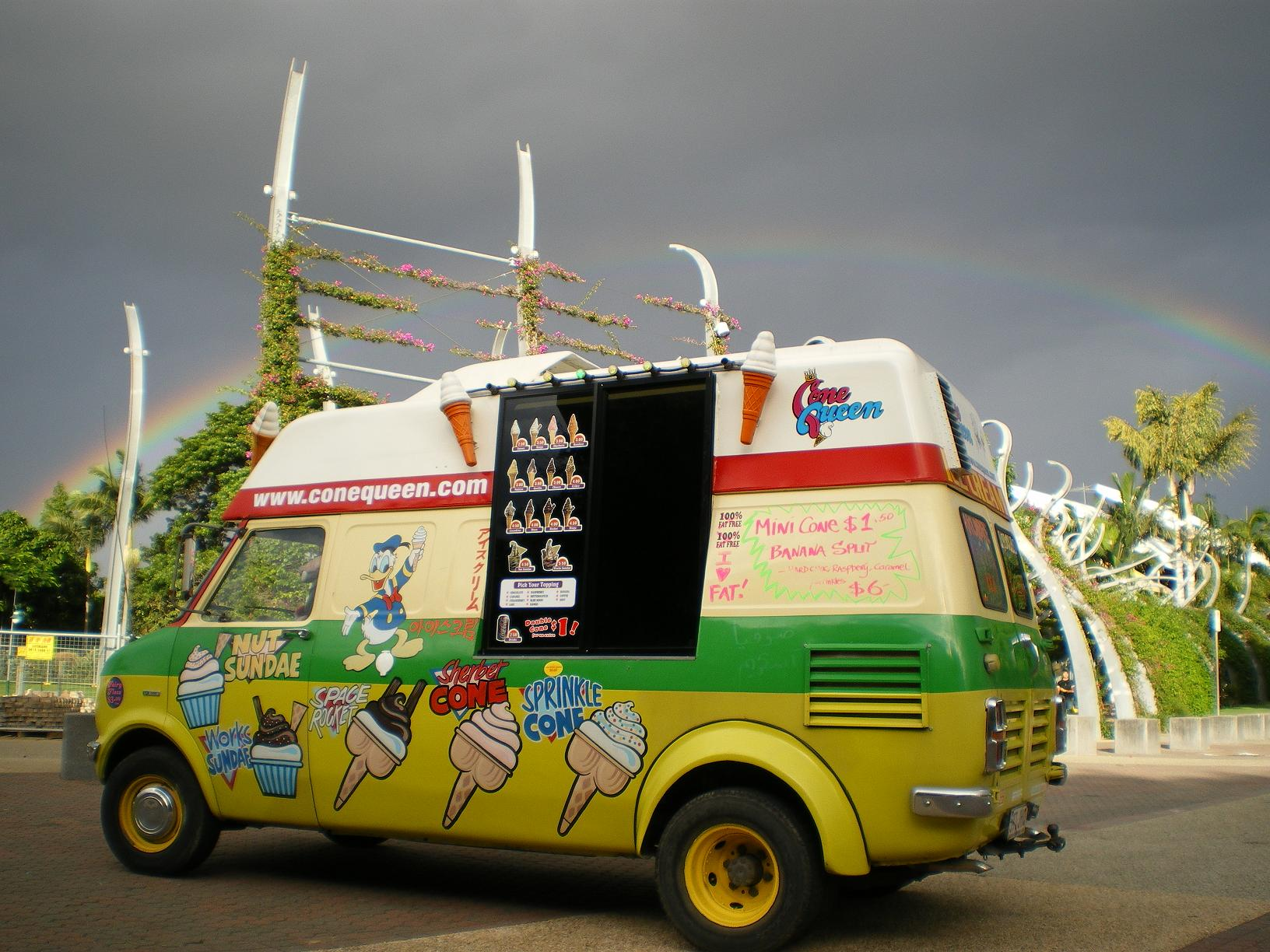
Фургон мороженщика
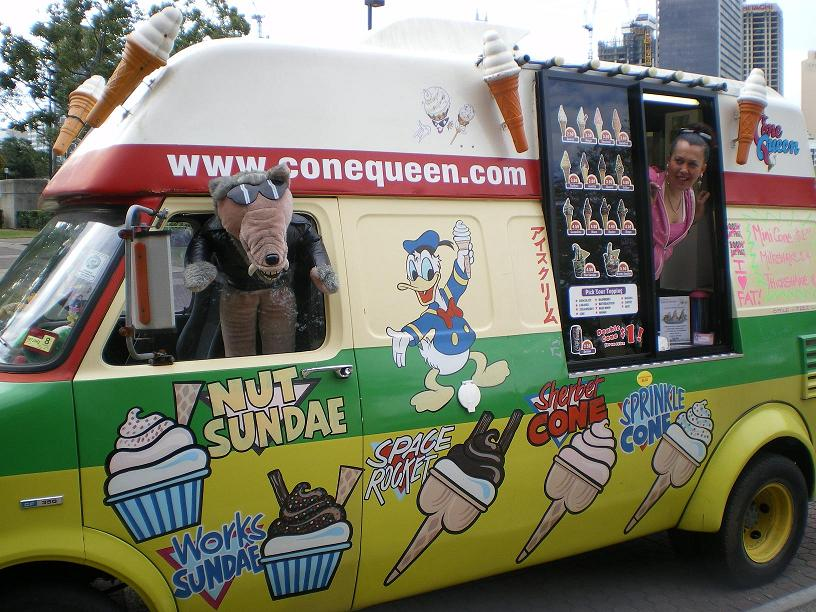